# Comuna Pișciv, Novohrad-Volînskîi
Pișciv (în ucraineană Піщівська сільська рада) este o comună în raionul Novohrad-Volînskîi, regiunea Jîtomîr, Ucraina, formată din satele Dublînkî, Jerebîlivka și Pișciv (reședința).

## Demografie
Componența lingvistică a comunei Pișciv
     Ucraineană (99,73%)
     Alte limbi (0,27%)
Conform recensământului din 2001, majoritatea populației comunei Pișciv era vorbitoare de ucraineană (99,73%), existând în minoritate și vorbitori de alte limbi.